# Jarná
Jarná je místní část obce Cífer na Slovensku v okrese Trnava. Leží asi 2 km severozápadně od Cífera. V roce 1974 se stala součástí Cíferu. Ve vsi převažuje zemědělská výroba.

## Historie
Ves se zprvopočátku jmenovala Dajla. Název Dajta, případně Dayta, se uvádí v pramenech v letech 1291, 1301, 1322, 1342, a 1412. Název Gocnod se vyskytoval v dokumentech v letech 1412 (Goczknad sive Daytha), 1416 (Gothczgnad), 15 ), 1773 (Gottesgnad, maďarsky Gocnód, slovensky Gocnod). Název Božetechovo byl zaveden v roce 1946 a byl to nepřesný překlad německého Gottesgnaden (správný název by zněl Boží milost, případně Milost boží, analogicky k názvu obce Matka Boží u Sence). Později byla obec přejmenována na Jarná.

## Pamětihodnosti
- Kostel sv. Prokopa – přibližně z druhé poloviny 13. nebo začátku 14. století
- Barokní socha sv. Jana Nepomuckého z 18. století
- Socha sv. Vendelína z roku 1816
- Kříž (u kostela) z roku 1913